# Флот Карфагена
Флот Карфагена — военно-морской флот Карфагенского государства, существовавшего в IX—II веках до н. э.
Флот сыграл значительную роль в торговой и колониальной экспансии Карфагена. Развивал традиции финикийского кораблестроения и использовал традиционную для античного военного дела тактику. В отличие от армии, которая с VI века до н. э. состояла преимущественно из наёмников, личный состав флота комплектовался из числа граждан Карфагена и финикийских колоний. Базировался на ряд портов в Западном Средиземноморье, главная база находилась в столице.
На протяжении всей истории Карфагена флот был одновременно инструментом его военно-политического могущества и основой экономического процветания. Чтобы обезопасить проложенные ими торговые маршруты, карфагеняне уже довольно рано были вынуждены содержать большие военно-морские силы, способные давать отпор пиратам и конкурентам, а также быстро перебрасывать войска для защиты государственных интересов в Западном Средиземноморье.
Но если охрана побережья и торговых путей была достаточно эффективной, то в настоящих войнах ситуация часто складывалась иначе. Парадоксальным образом карфагенский флот не играл решающей роли в победе над врагом. Так, в период войн на Сицилии он не смог ни обеспечить эффективную блокаду Сиракуз, ни перехватить войска Агафокла, когда тот решился развязать военные действия в Африке. А позже, во время Пунических войн, самые громкие победы были одержаны карфагенянами на суше, а не на море. И наоборот, поражение в морском сражении у Эгатских островов решило судьбу присутствия карфагенян на Сицилии и их превосходства на море.

## Военно-морская история Карфагена

### Войны с Тартессом и греками
Что касается частностей, прежде всего военного дела, то в морской войне искусство и средства к ней выше у карфагенян. Этого и следовало ожидать, ибо знание морского дела у карфагенян восходит к глубокой старине, и они занимаются мореплаванием больше всех народов.
Первые века карфагенской истории прошли по знаком борьбы финикийских колоний с Тартессом, который не был склонен уступать без боя торговые пути пришельцам из-за моря. В конце IX — начале VIII века до н. э. в Западном Средиземноморье появились греческие купцы, а в середине VIII—VII веке до н. э. и греческие колонии в Восточной Сицилии. Около 600 года до н. э. колонисты из Фокеи основали неподалёку от устья Роны своё первое поселение в регионе — Массалию. В своём движении на запад они встретили полную поддержку Тартесса, увидевшего в них своих естественных союзников, и вскоре греческие города появились и на Пиренейском полуострове. Под влиянием новой опасности финикийские колонии частью добровольно, частью под принуждением объединились вокруг Карфагена, война которого против греков приобрела затяжной характер. В конце VII века до н. э. карфагеняне утратили доступ в Италию. Положение их стало особенно тяжёлым после того, как в первой половине VII века до н. э. фокейцы построили на Корсике город Алалию. Его жители грабили соседей и проходившие мимо купеческие корабли, видимо, полностью дезорганизовав торговлю в этом районе.
Более удачными были войны, которые карфагеняне под предводительством Малха вели на Сицилии в середине VI века до н. э. Им удалось покорить там значительную территорию. Воодушевлённые успехом, войска Малха переправились на Сардинию, но там потерпели поражение, настолько серьёзное, что власти Карфагена приговорили и неудачливого полководца, и ещё оставшуюся у него часть армии к изгнанию. Реформы и успешная дипломатия Магона I позволили добиться значительного политического и военного успеха: после ожесточённой битвы при Алалии в 535 году до н. э. между карфагено-этрусским и фокейским флотами греки были вынуждены покинуть Корсику. Дорога в Италию снова стала свободной. Битва при Алалии имела и другие далеко идущие последствия. Карфагеняне снова начали активное наступление на Сардинии, опираясь на местные финикийские поселения и основывая свои колонии. Но главное заключалось в том, что эта победа позволила полностью изолировать, а потом и уничтожить Тартесс. Произошло это событие в конце 30-х или в начале 20-х годов VI века до н. э. Тем не менее вскоре карфагеняне были разбиты массалиотами в морской битве при Артемисии у побережья Испании, хотя победителям не удалось разрушить их монополию в этой части Средиземноморья.

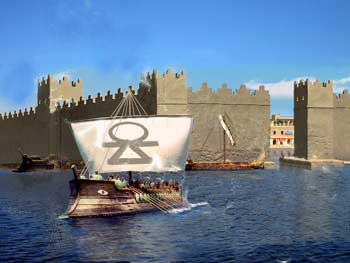
Реконструкция котона Мотии

В конце V века до н. э. карфагеняне возобновили борьбу за Сицилию. Их противником была крупнейшая греческая колония на этом острове — Сиракузы. Карфагеняне рассчитывали не только овладеть островом, но и стать полными хозяевами морских дорог на подступах к Италии. Войны, перемежавшиеся более или менее длительными перемириями, протекали с переменным успехом: были моменты, когда карфагеняне захватывали чуть ли не весь остров и подходили к самым стенам Сиракуз (как, например, в 405 году до н. э.), но случалось и так, что они оказывались изгнанными с острова. Одна из таких кампаний в 398 году до н. э. имела для них особенно серьёзные последствия: сиракузским войскам удалось захватить и разрушить карфагенскую колонию Мотию. Впрочем, уже в 396 году до н. э. карфагеняне восстановили свои позиции, но не стали отстраивать уничтоженный город, а на более удобном месте основали крупный город и порт Лилибей. Иногда борьба переносилась в Африку, но это не влияло существенно на её результаты.
В 280 году до н. э., в год вторжения в Италию Пирра, римляне заключили с карфагенянами договор, предусматривающий среди прочего оказание последними военной помощи на море. Однако отношения между Римом и Карфагеном сердечностью не отличались, поскольку стороны опасались союзника не меньше, если не больше, чем врага. Когда во исполнение договора или под этим предлогом якобы на помощь Риму была отправлена карфагенская флотилия из 120 кораблей, сенат вежливо поблагодарил и отказался. Скорее всего, «союзники» действовали против Пирра фактически независимо друг от друга, хотя Диодор Сицилийский и сохранил сведения о том, будто карфагеняне предоставили римлянам свои корабли для переброски войск в Регий. Когда Пирр переправился на Сицилию, карфагеняне оказались в одиночестве и, потерпев ряд сокрушительных поражений, потеряли почти всё за исключением Лилибея, который им удалось удержать лишь благодаря своему господству на море. Карфагенское правительство было готово заключить сепаратный мир, примириться с потерями и даже предоставить флот своему недавнему противнику. Однако переговоры не дали результата, так как Пирр потребовал уступить ему ещё и Лилибей. После изгнания Пирра и окончательного подчинения Римом Италии конфликт с Карфагеном стал лишь вопросом времени.

### Первая Пуническая война
До Первой Пунической войны римский военный флот применялся лишь эпизодически и не шёл ни в какое сравнение с карфагенским, поэтому казалось, что преодолеть превосходство врага в этой области Рим никогда не сможет. В то же время добиться победы исключительно морскими силами Карфаген не мог, а его сухопутные войска по боевым качествам уступали противнику. Римляне успешно справились с вызовом: захватив севшую на мель карфагенскую квинквирему, они использовали её в качестве образца и уже в 260 году до н. э. располагали флотом в 120 кораблей. Кроме того, римляне применили новую тактику, основанную на применении абордажа. В результате, несмотря на первый неудачный опыт, в том же году им удалось нанести карфагенскому флоту тяжёлое поражение. Этот успех потряс современников, в особенности самих римлян; консул Гай Дуилий, командовавший римским флотом, был удостоен помимо триумфа совершенно исключительных почестей. После этого римское командование решило нанести удар в самый центр карфагенских владений. Весной 256 года до н. э. 4 легиона на 330 кораблях отправились к африканскому берегу. Карфагеняне, встретившие противника у мыса Экном, несмотря на численное превосходство были вновь разгромлены. Уже не рассчитывая на военную победу, карфагенское правительство попыталось выйти из войны, примирившись с потерей Сицилии и Сардинии. Но этого римскому командующему Атилию Регулу показалось мало. Во время переговоров он потребовал, чтобы карфагеняне уничтожили свой военный флот и обязались поставлять корабли Риму. Принятие подобных условий означало бы ликвидацию Карфагена как великой державы и установление прямой его зависимости от Римской республики. Карфагеняне реорганизовали армию, продолжили войну и смогли изгнать римлян из Африки.
Военные действия сосредоточились на Сицилии, где города один за другим переходили в руки римлян. Однако они оказались не в состоянии полностью блокировать последние карфагенские владения с моря. Карфагенские моряки на небольших парусных судах проникали в гавани. Желая переломить ситуацию, консул Публий Клавдий Пульхр попробовал уничтожить карфагенский флот в гавани Дрепана, но карфагенянам удалось окружить римские корабли и захватить или уничтожить почти все из них, одержав самую крупную победу за всю войну. Разгром был дополнен уничтожением римских транспортных судов в районе Гелы и Камарины. В результате даже та неполная морская блокада, которую установили римляне, была ликвидирована.
В 247 году до н. э. командующим карфагенским флотом на Сицилии был назначен Гамилькар Барка, который подверг опустошительным набегам побережье Италии и сравнительно успешно действовал против римлян на самом острове. В 243 году до н. э. Рим снова — в третий раз за время войны — построил флот, на этот раз на личные средства граждан. Когда римская армада появилась на море, Гамилькар Барка оказался отрезанным от Карфагена. Карфагенские власти решили принять меры для того, чтобы вывести свои войска из Сицилии. К северным берегам острова был направлен флот, однако экспедиция оказалась неудачной: в грандиозной битве при Эгатских островах карфагеняне потерпели поражение. Не видя теперь другого выхода, карфагенские власти уполномочили Гамилькара Барку заключить мир. В условиях, когда ресурсы государства были истощены (карфагеняне оказались вынужденными, хотя и безрезультатно, просить заём в Египте), никакой надежды на восстановление морского могущества быть уже не могло. Гамилькар был вынужден скрепя сердце заключить мир, впрочем, на относительно мягких для Карфагена условиях, так как Рим тоже был истощён войной.

### Вторая и Третья Пунические войны
В ходе Второй Пунической войны основные военные действия разворачивались на суше в Италии, однако ряд операций и крупных сражений произошёл и на море. Карфагеняне безуспешно пытались вернуть Сицилию, опустошали побережье римских владений, перехватывали римские грузовые суда с продовольствием. На испанском театре в 217 году до н. э. Гасдрубал Баркид двинул значительные сухопутные силы и сильный флот к Иберу, однако неподалёку от устья этой реки был разбит. В 215 году до н. э. карфагенская эскадра и экспедиционный корпус поддерживали антиримское восстание на Сардинии, возглавляемое местным аристократом Хампсикорой. Несмотря на отдельные поражения (как, например, у Клупеи в ходе набега римлян на африканское побережье), флот Карфагена сохранял боеспособность до конца войны, и высадившийся в Африке Публий Корнелий Сципион должен был считаться с опасностью перерезания своих коммуникаций. В морском сражении у Утики карфагенянам даже удалось захватить несколько римских транспортных кораблей и увести их в свою столицу.
По итогам Второй Пунической войны карфагеняне выдали Риму все свои боевые корабли (их количество, возможно, достигало 500), кроме 10 трирем. В дальнейшем римляне неоднократно высказывали подозрения в том, что их поверженный и лишённый самостоятельности во внешней политике противник вопреки мирному договору планирует восстановить свои военно-морские силы. Так, в 157 году до н. э. римское посольство, разбиравшее спор о земельных владениях между пунийцами и Массиниссой, вернулось с известием о том, что в Карфагене обнаружены огромные запасы материалов, необходимых для строительства кораблей. Неизвестно, шла ли речь о строительстве военного или торгового флота. В 152 году до н. э. другое посольство римлян действительно обнаружило военные корабли, после чего сенат потребовал их сжечь. Карфагеняне стремились любой ценой избежать войны, однако Рим выдвинул неприемлемый ультиматум: жители карфагенской столицы должны были оставить её и поселиться любом другом месте на принадлежащей им территории, но на значительном удалении от моря, что для города, живущего морской торговлей, означало верную гибель. Консул Луций Марций Цензорин поставил у входа в карфагенские гавани свои корабли, чтобы устрашённый народ легче покорился своей участи. Но карфагеняне решили сражаться и с воодушевлением стали готовиться к обороне. Для строительства кораблей они переливали медные статуи и брали деревянные балки общественных и частных зданий.
Осада города приобрела затяжной характер. Новый римский командующий Публий Корнелий Сципион Эмилиан приказал построить каменную дамбу, которая должна была перекрыть все выходы из Карфагена в открытое море. Успешное завершение этой работы полностью замкнуло бы кольцо блокады, и карфагеняне начали спешно и в глубокой тайне рыть новый канал от своих гаваней к Средиземному морю. Тогда же они приступили к постройке новых кораблей, и в один прекрасный день, к немалому изумлению римлян, из портов вышел флот из 50 трирем и множества мелких судов. На третий день после этого события произошло морское сражение. Оно продолжалось до заката; ни одна из сторон не получила ощутимого преимущества, и карфагеняне решили отступить. Однако у входа в гавань, где мелкие пунийские корабли перегородили дорогу своим же крупным судам, сражение возобновилось. На этот раз римляне таранными ударами вывели из строя и уничтожили большую часть карфагенского флота. Таким образом, отчаянная попытка карфагенян прорвать морскую блокаду закончилась неудачей. Это последнее упоминание в источниках о флоте Карфагена. Вскоре Карфагенская держава прекратила своё существование.

## Торговля и географические открытия

Предполагаемый маршрут плавания Ганнона

Уже в VIII—VII веках средиземноморское побережье современных Туниса, Алжира и Марокко было усеяно многочисленными карфагенскими колониями. В середине VII века до н. э. появилось карфагенское поселение на острове Эбесс. Основывая колонии в различных пунктах Средиземноморья, карфагенские власти стремились снизить социальную напряжённость в государстве за счёт вывода «лишнего» населения, наделения землёй малоимущих граждан и увеличения доходов от торговли. Кроме того, располагая колонии на прибрежных островах, полуостровах и в пунктах, пригодных для создания портов, они рассчитывали обеспечить свое господство на торговых путях. Поселения в глубине материка должны были обеспечить господство Карфагена над местным населением. В VII—VI веках до н. э. карфагеняне предпринимали исключительные по своим масштабам попытки проникнуть за Столпы Мелькарта (Гибралтарский пролив), как на юг, так и на север Атлантики.
Наиболее крупная колонизационная экспедиция связана с именем выдающегося флотоводца Ганнона; археологические исследования на атлантическом берегу Марокко позволяют более или менее уверенно датировать её VII—VI веками до н. э. Поход Ганнона был важным событием в жизни карфагенского общества. По решению властей он был поставлен во главе огромного флота, состоявшего из 60 боевых кораблей (пентеконтер), на которых находились 30 000 человек. Почти все они должны были составить население нескольких городов за Гибралтаром, которых в итоге было основано шесть.
Карфагенские мореплаватели заходили и в глубь Атлантического океана. Там они открыли поросший лесом остров, на котором даже создали своё поселение. Видимо, это был один из Азорских островов, где в 1749 году был найден клад древних монет, среди которых имелись и карфагенские. Однако эти земли лежали в стороне от важнейших торговых путей того времени, поэтому дорога к ним была вскоре забыта, а сам факт открытия сохранился лишь в сильно изменённом виде в преданиях об «островах блаженных». Вероятно, в конце VI века до н. э. морской поход к северу от Гибралтара совершил Гимилькон. Целью его путешествия, длившегося четыре месяца, были Эстримнидские острова, откуда в древности привозили олово.
После разгрома Тартесса карфагеняне создали в Западном Средиземноморье зону своей монопольной торговли, куда они не допускали посторонних. Это положение было закреплено целым рядом договоров, среди которых договор с Римом 510/509 года до н. э. Согласно Страбону, карфагеняне топили все иностранные суда, направлявшееся к берегам Сардинии или к Гибралтарскому проливу. Многочисленные столкновения Карфагена с греками у берегов Сицилии и Пиренейского полуострова в конце VI века до н. э. ситуацию не изменили. Так, спартанский царевич Дорией дважды пытался основать на карфагенских землях колонию, и оба раза неудачно. Господство карфагенян на море было поколеблено только в ходе Первой Пунической войны.

## Типы и конструкция кораблей
Будучи достойными наследниками Финикии, карфагеняне тем не менее не ограничивались совершенствованием своих традиционных технологий. Они широко использовали греческий опыт военного кораблестроения. Очень рано у них появились пентеконтеры, а в IV веке до н. э. и другие, более сложные типы судов — триремы (триеры) и квинквиремы (пентеры).
Согласно Полибию, основным боевым кораблём карфагенян в III веке до н. э. являлась квинквирема, хотя использовались также триремы и квадриремы. В одну из флотилий в качестве флагмана входил «семирядный», отбитый у Пирра при его нападении на Сицилию. По преобладающему сегодня мнению количество вертикальных рядов вёсел даже на наиболее крупных античных судах (полиремах) никогда не превышало трёх, а числа в названиях классов кораблей означали общее количество гребцов, приходившихся на одну вертикальную группу вёсел.
Трирема оснащалась 170 веслами, причём 62 гребца размещались на верхнем ярусе и по 54 — на каждом из нижних ярусов. Обнаруженные при раскопках корабельные сараи показали, что квадриремы и квинквиремы размерами почти не отличались от трирем. Тем большей неожиданностью является свидетельство источников о том, что оснастить вёслами квадрирему обходилось дешевле, чем трирему. Единственный возможный вывод заключается в следующем: по количеству вёсел квадрирема уступала триреме. Отсюда следует, что вёсла размещались лишь в два ряда, причем на каждое весло приходилось по два гребца. Относительно же квинквиремы логично заключить, что вёсла размещались тремя рядами, причём на верхних ярусах — там, где корпус шире — на одно весло приходилось по два гребца, а на нижнем ярусе — по одному гребцу. Поскольку экипаж триремы насчитывал 200 человек, из которых 170 были гребцами, можно предположить, что из 300 человек экипажа квинквиремы 270 составляли гребцы, работающие на 158 вёслах (58 на верхнем ярусе, 54 на среднем и 46 на нижнем). Утверждая, что на борту карфагенского флота из 350 кораблей находилось 150 000 человек, Полибий подразумевает, что экипаж карфагенских кораблей численностью примерно равнялся команде римских судов того же периода: около 300 моряков и 120 воинов.
Одной из самых примечательных особенностей флотов Карфагена и Рима в III века до н. э. было то, что корабли строились на удивление быстро. Так, в 261 или 260 году до н. э. римляне построили свой первый флот из 120 кораблей за два месяца. Семь лет спустя была создана вторая флотилия из 200 кораблей — за три месяца. В 1969—1971 годах на мелководье чуть севернее Лилибея был обнаружен корпус карфагенского судна. Этот корабль и ещё один, найденный неподалёку, как следует из датировки по радиоуглероду, относятся к периоду Первой Пунической войны. Клейма разных корабельных плотников на шпангоутах, сохранившиеся до наших дней, наводят на мысль о том, что детали производились массово; это, безусловно, объясняет скорость постройки.

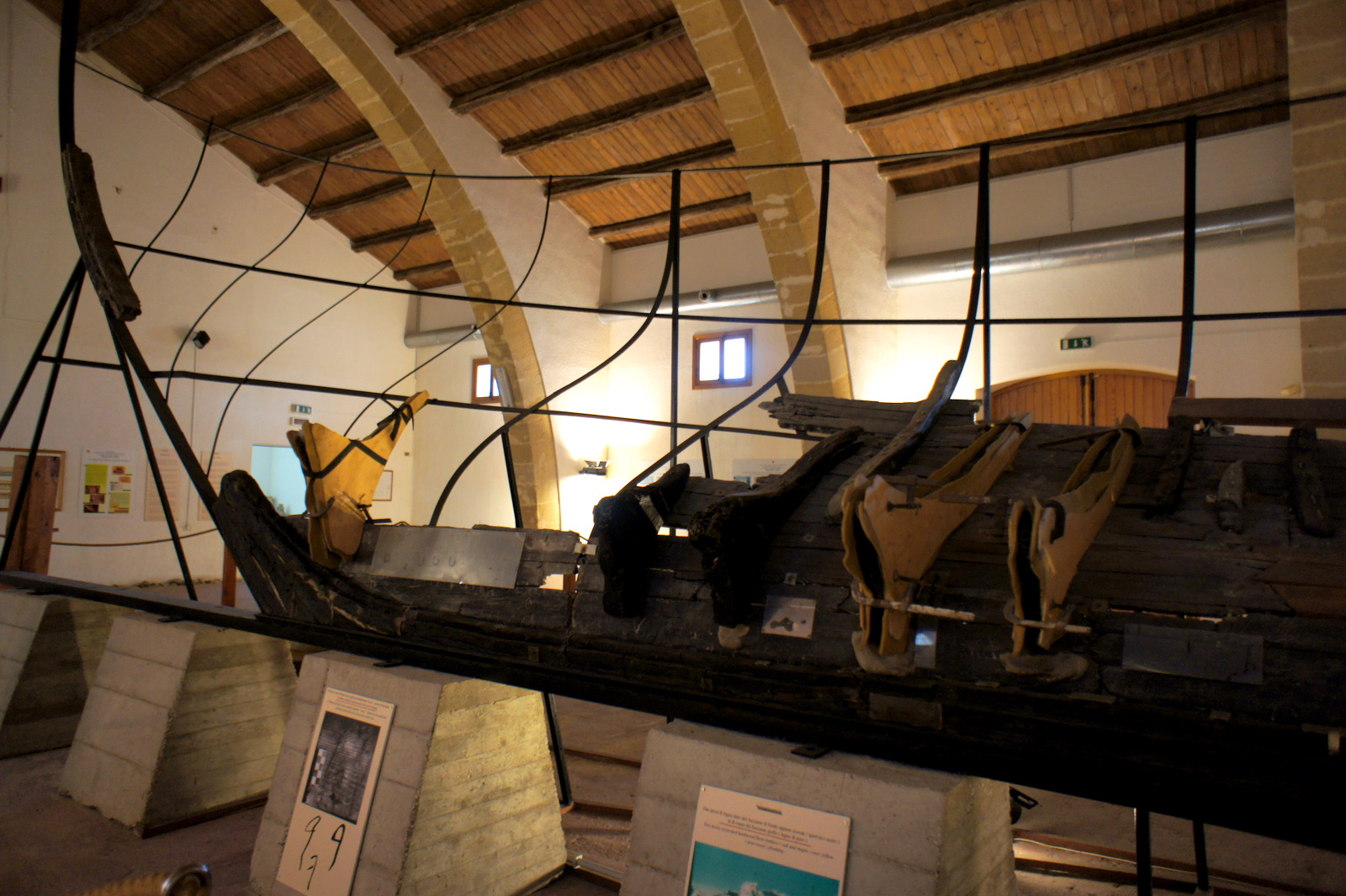
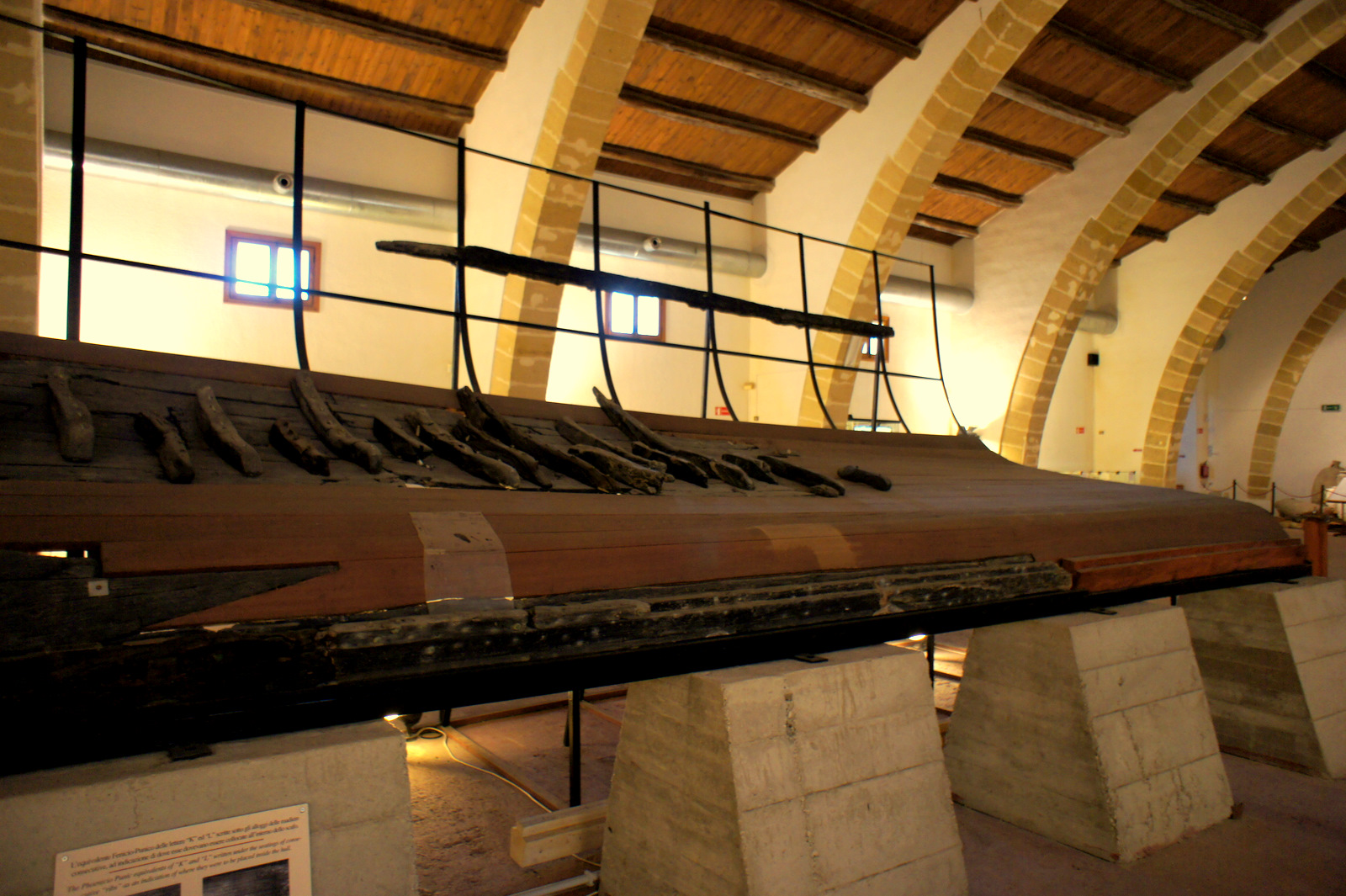
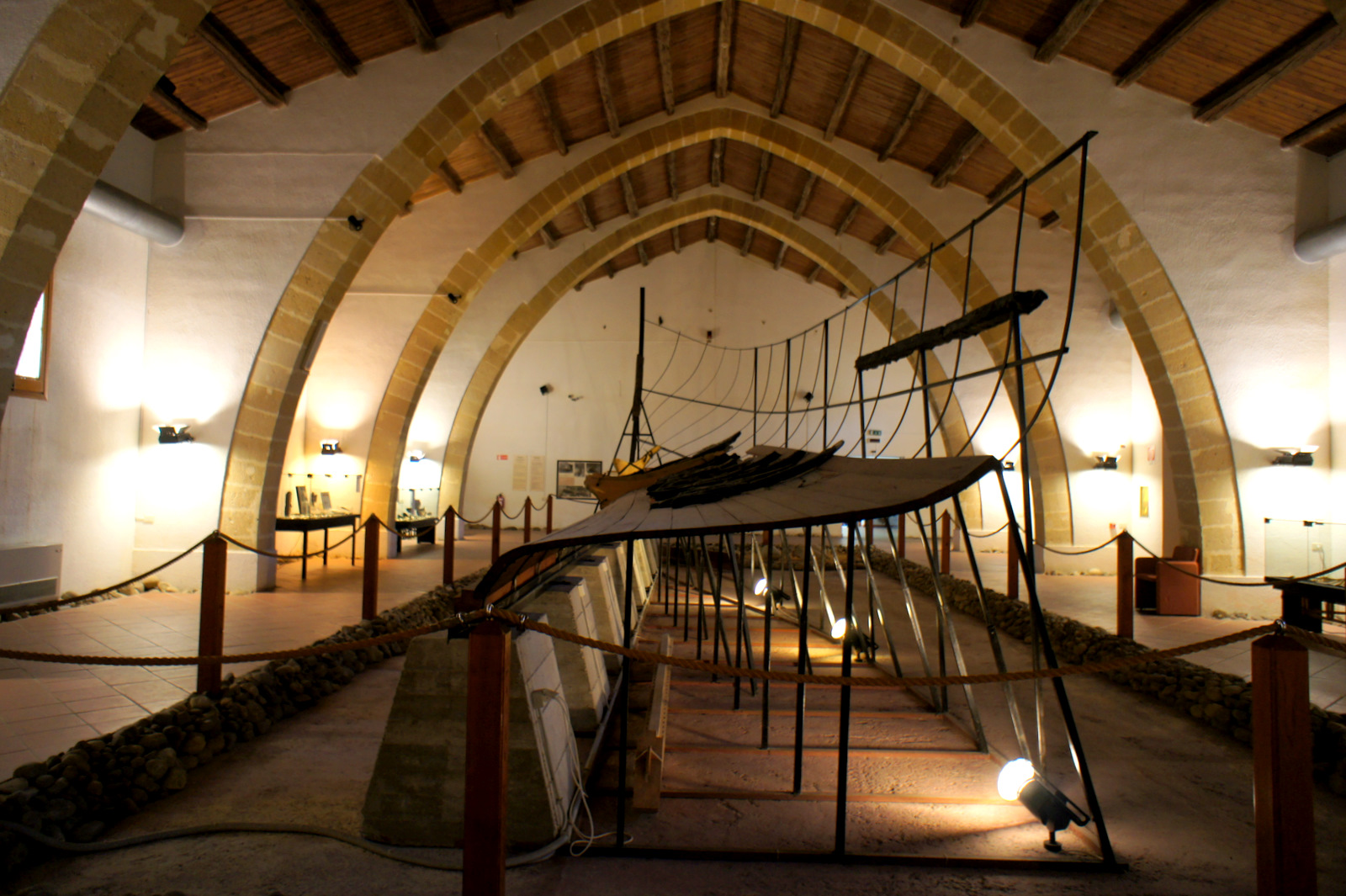
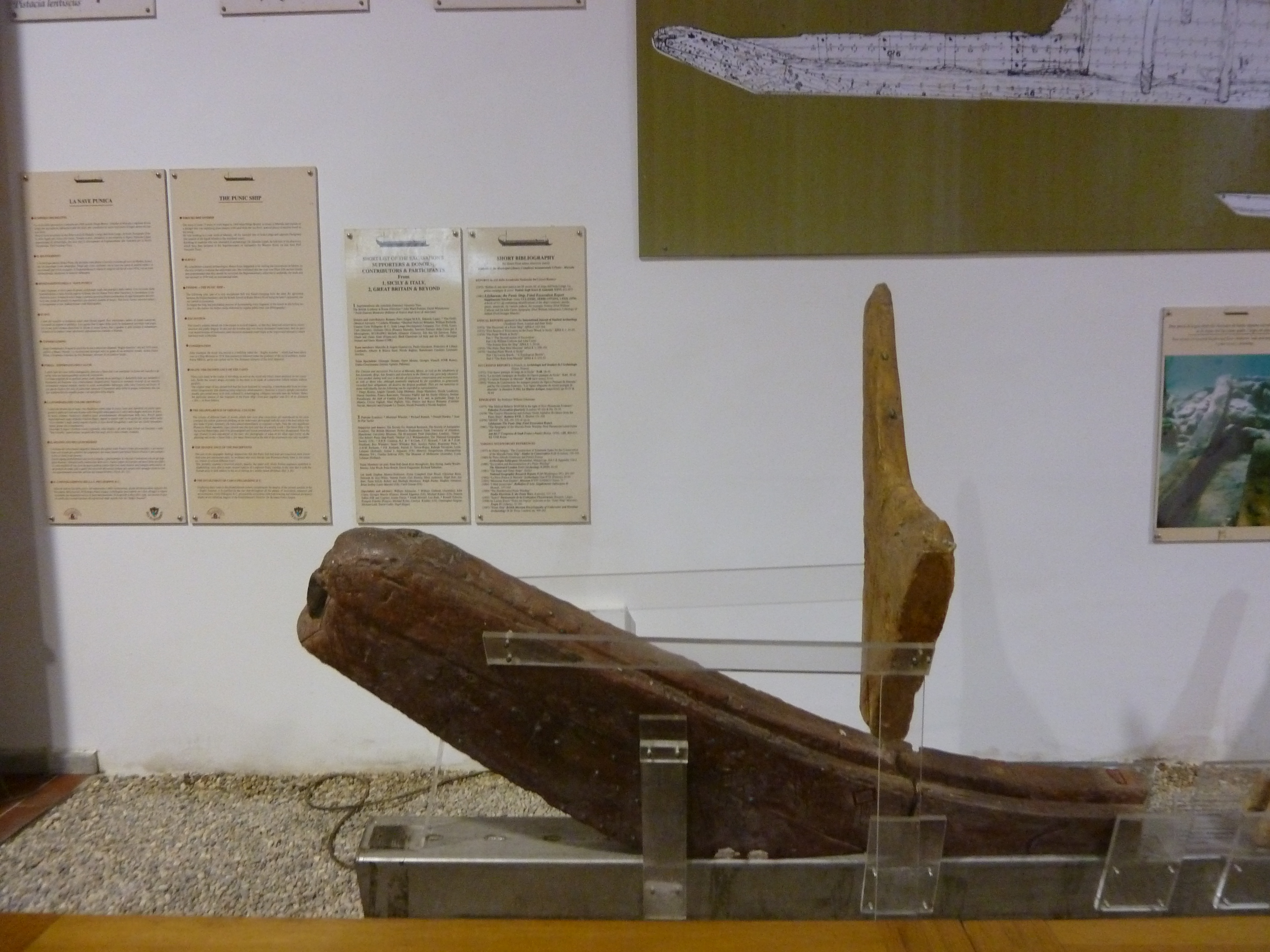

Киль одного из кораблей из-под Лилибея сделан из клёна, шпангоуты из дуба, а обшивка и клыкообразные части тарана — из сосны. Обшивались корабли вгладь, то есть сперва крепилась наружная обшивка, а затем вставлялись шпангоуты. Доски соединялись при помощи плоских деревянных шипов, которые удерживались на месте деревянными же нагелями. Все корабли Средиземноморья, обнаруженные до сих пор, собирались именно так. Доски прибивались гвоздями к шпангоутам с внешней стороны, и гвоздь загибался внутрь. Стыки уплотнялись чем-то вроде шпатлёвки, а затем корпус обшивался свинцовыми листами, а таран оковывали бронзой.
По мнению Х. Фрост, оба корабля представляли собою либурны — разновидность лёгких и быстрых кораблей, использовавшихся иллирийцами. Можно предположить, что Филипп V — союзник Карфагена — заимствовал этот тип кораблей в ходе Второй Пунической войны. Однако в источниках нет подтверждений тому, что сами карфагеняне использовал либурны в III веке до н. э. Быстрый лёгкий корабль, принадлежавший некоему Ганнибалу по прозвищу Родосец, то и дело прорывавший римскую блокаду Лилибея, — являлся квинквиремой. К такому заключению можно прийти, зная, что римляне построили флотилию квинквирем, используя корабль Родосца в качестве образца. Даже если не принимать во внимание этот факт, размеры корабля из Лилибея — приблизительно 35 м в длину и 5 м в ширину, не считая планшира, — очень велики. Корабельные сараи в Карфагене, скорее всего рассчитанные на квинквиремы, в ширину достигали только 5,9 м.
На изображениях военных кораблей с карфагенских монет из Испании и рельефов различимы судовые надстройки, планшир с возвышающейся над ним палубой и таран, соответствующий греческому типу (крепился на днищевом стрингере). На монетах также изображены овальные щиты (явно кельтиберские), закреплённые на ремнях вдоль поручней.
Как и другие флоты Древнего мира, корабли карфагенян старались не выходить в море в период сезонных штормов. Существует предположение, что за день пути они преодолевали не более 35 км. Вполне возможно, что они плавали также и ночью, о чём свидетельствует, с одной стороны, встречающееся в источниках определение расстояния, пройденного за день и ночь, а с другой — познания карфагенян в астрономии. Из-за географии Карфагенской державы и благодаря этим познаниям карфагенские мореходы плавали не только в прибрежных районах, но и без колебаний выходили в открытое море, в частности, когда шли с Сардинии на Ивису, а оттуда к североафриканскому побережью.

## Командование и личный состав

Реконструкция штандарта

Командующего флотом назначало карфагенское правительство. Он имел равный статус с командующим сухопутной армией (раб маханатом), и эти две должности крайне редко совмещались в одних руках. На каждом корабле находились три офицера, один из которых был штурманом. В отличие от большинства пехотинцев и всадников моряки карфагенского флота не были наёмниками. Штатная численность команды квинквиремы включала около 300 гребцов, набранных из числа граждан Карфагена и союзных городов, таких как Утика. В позднюю эпоху при сильной нехватке людей во время войны в качестве гребцов могли привлекаться и рабы. Из-за более низкой квалификации их старались использовать на крупных кораблях, где на одно весло приходилось два и более гребца. Это позволяло совмещать навыки опытного гребца с физической силой новобранцев.
Гребцов могли использовать в качестве пехоты при десантных операциях, но не как абордажные команды. Экипажи также привлекали к строительству осадных орудий. На больших кораблях помимо гребцов и матросов размещались воины: лучники и морская пехота, вооружённая копьями, дротиками и мечами, которая могла захватывать вражеские суда. Обнаружение «Марсальского корабля» позволило больше узнать о том, как был устроен быт карфагенских военных моряков. Была найдена их личная посуда, амфоры различной формы, а также следы продуктов, входивших в их рацион: вяленого мяса (мяса домашней птицы, конины, говядины, козлятины, свинины и оленины), миндаля и грецкого ореха, вина.
В качестве военно-морского флага карфагеняне предположительно использовали штандарт с изображением полумесяца и диска.

## Тактика

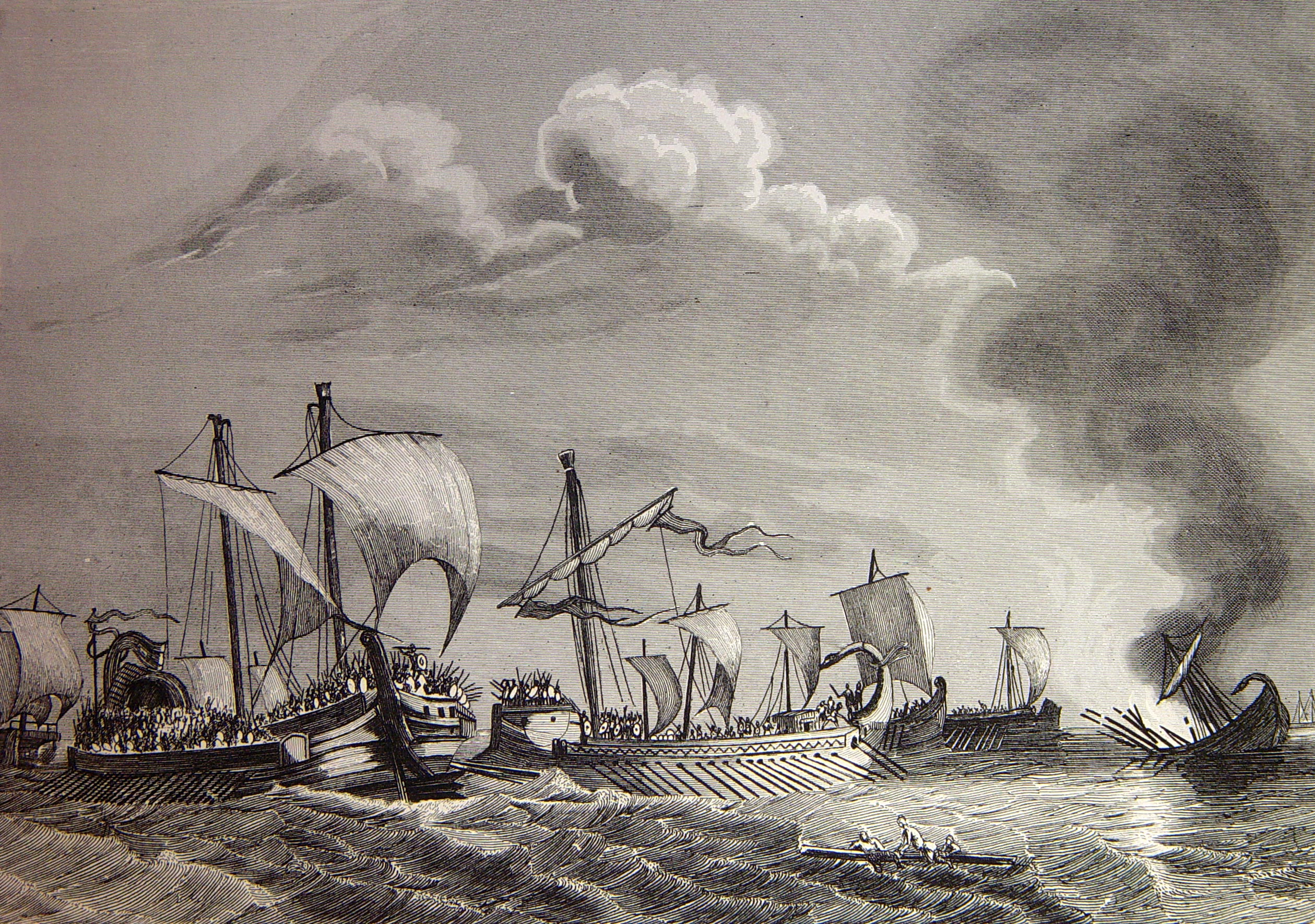
Таран в ходе битвы при Эбро в представлении художника XIX века

Флот Карфагена применял традиционную для античного Средиземноморья тактику, основанную на применении тарана и включающую два основных приёма, по-гречески называемых διέκπλους («прорыв») и περίπλους («фланговая атака»). Основная задача заключалась в том, чтобы протаранить вражеское судно в борт или корму или сломать его вёсла, пройдя борт о борт и втянув собственные. Парус перед боем всегда спускали, а на вёслах корабль мог развить скорость 7—8 узлов. Для использования такой тактики экипаж должен был не только демонстрировать отличную выучку и слаженность работы, но и точно рассчитывать силу и направление удара, чтобы нос своего корабля не застрял намертво в протараненном вражеском. После тарана противника обстреливали метательными снарядами, а при необходимости высаживали абордажную команду.
В качестве защиты от фланговой атаки, особенно численно превосходящего противника, применялось построение флота с примыканием одного из флангов к береговой линии. В то время как крупные корабли старались протаранить противника, меньшие суда использовались, чтобы вывести из боя (отбуксировать) свои повреждённые корабли и захваченные вражеские.
Полибий описывает случай, когда, застав римский флот врасплох стоящим на якорях, карфагенский адмирал сжёг часть кораблей — возможно, речь идёт о применении зажигательного оружия. А во время последней обороны своей столицы карфагеняне использовали против римских кораблей брандеры — челноки, наполненные хворостом, паклей, смолой и серой.
Античные авторы единогласно свидетельствуют о тактическом превосходстве карфагенян в ходе богатой на морские сражения Первой Пунической войны. Однако флот Карфагена ничего не смог противопоставить «воронам», позволившим римлянам с успехом применить на море свою более сильную пехоту.

## Порты
Согласно Аппиану, опиравшемуся на утраченную часть истории Полибия, в Карфагене было две гавани: торговая и военная, расположенные одна позади другой и разделённые двойной стеной. Первая (со стороны моря) из гаваней принимала торговые суда. Вход в неё, шириной около 20 м, при необходимости перегораживали цепью. В центре военной гавани находился остров, на котором располагалась ставка командующего флотом, возвышаясь над окрестными зданиями и фортификационными сооружениями, так что командующий имел возможность наблюдать за морем. Вдоль острова и самой гавани тянулись корабельные сараи и склады, рассчитанные на 200 кораблей. У входа в каждый сарай высилось по две колонны, что придавало как гавани, так и острову вид одного сплошного портика.

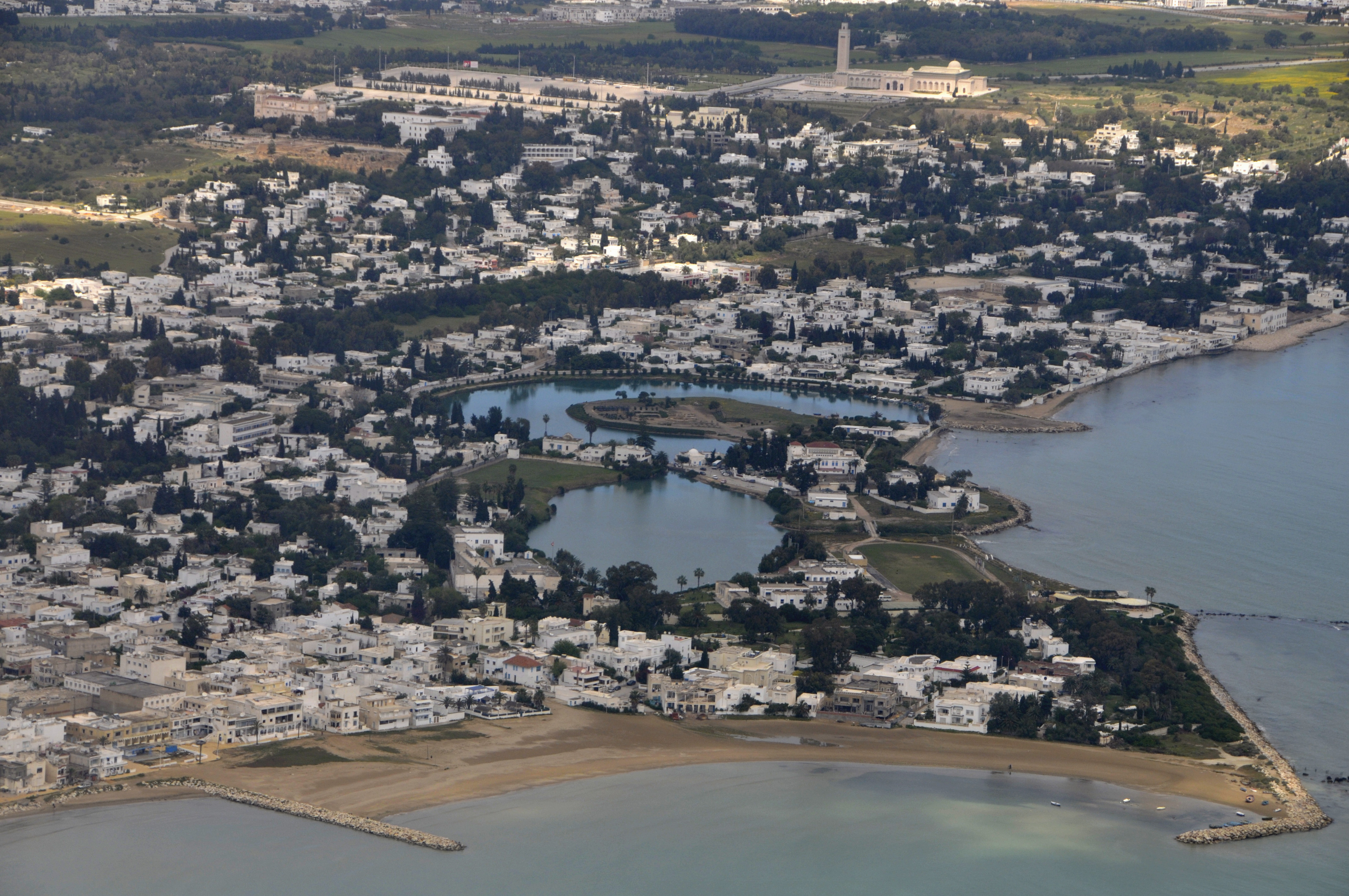
Современное состояние
античных гаваней Карфагена

В юго-восточной части античного Карфагена находятся два водоёма: один — в форме подковы, другой — ромбовидный. Раскопки, проводившиеся в 1970-х годах, подтвердили, что военная гавань располагалась именно здесь, как и следует из описаний Аппиана. В центре «подковы» был обнаружен фундамент огромного строения, от которого во все стороны лучами расходились ряды прямоугольных каменных глыб. Эти ряды, отстоящие друг на друга на 5,9 м, не могут быть ничем иным, кроме как основаниями корабельных сараев, а центральное здание — это ставка командующего флотом. В середине XIX века Ш. Э. Бёле нашёл такие же ряды каменных плит в северной части водоёма. Была обнаружена также и северная оконечность римской гавани более поздних времён. Если она совпадала с расположением более древней, то, следовательно, в окружности гавань составляла более 1100 м: на такой площади вполне возможно разместить 160 корабельных сараев. Поскольку на острове их 30, свидетельство Аппиана о том, что сараи были рассчитаны на 200 кораблей, вполне подтверждается.
Впрочем, в ходе Первой Пунической войны карфагенский флот зачастую далеко превышал эту численность. В 256 году до н. э. Карфаген спустил на воду флотилию в 350 палубных боевых кораблей. Скорее всего в распоряжении Карфагена имелись и вспомогательные флотилии, постоянным местом дислокации которых были Палермо и Лилибей. Нельзя также не учитывать военную гавань, обнаруженную в ходе раскопок на территории карфагенской колонии Мотии на островке у западного побережья Сицилии, уничтоженной Дионисием I. В III веке до н. э. важным торговым и военным портом стал основанный Гасдрубалом Красивым на территории карфагенской Испании Новый Карфаген.